# Ланувио
Лану́вио (итал. Lanuvio) — коммуна в Италии, располагается в провинции Рим, в области Лацио.
Население составляет 11 402 человека (на 2005 год), плотность населения составляет 265 чел./км². Занимает площадь 43 км². Почтовый индекс — 040. Телефонный код — 06.
Покровителями коммуны почитаются святые апостолы Иаков и Филипп, празднование 3 мая.
В древнеримские времена был известен под названием Ланувий (лат. Lanuvium). Город известен как минимум с VI века до н. э., когда участвовал в Латинском союзе; по преданию, был основан Диомедом Тидидом. В Ланувии родились, в частности, политик середины I века до н. э. Тит Анний Милон и императоры II века н. э. Антонин Пий и Коммод, а также Маркантонио II Колонна (командующий флотом Папской области в битвe при Лепанто).